# FC Winterthur/Saison 2015/16
Dieser Artikel hat den FC Winterthur in der Saison 2015/16 zum Thema. Der FC Winterthur spielte in dieser Saison in der Challenge League eine durchzogene Saison, die er auf dem 6. Platz beendete. Zudem erreichte er im Schweizer Cup das Achtelfinal.

## Saisonverlauf

### Vorbereitung
Die neue Saison begann für den FC Winterthur mit einer Art Paukenschlag: Der langjährige Präsident Hannes W. Keller gab seinen Rücktritt bekannt. Er hat den FC Winterthur 2001 aus einer finanziellen Krise geholt und seither finanziell unterstützt. Zwei Saisons wird er das Defizit des Vereins noch decken, danach muss der FCW finanziell auf eigenen Beinen stehen.
Sportlich startete der FCW mit zwei Neuerwerbungen in die Saisonvorbereitungen, einerseits mit dem Torhüter David von Ballmoos, der von der U21-Mannschaft der BSC Young Boys kam und anderseits mit dem defensiven Mittelfeldspieler Marco Mangold aus Thun, nach Trainingsstart wurde auch noch die leihweise Übernahme von Claudio Holenstein vom FC Luzern bekanntgegeben – zuletzt war dieser beim FC Wohlen im Einsatz. Captain ist neu Patrick Bengondo, nachdem Stefan Iten auf Ende der letzten Saison zurückgetreten ist. Die ersten vier Vorbereitungsspiele absolvierte der FC Winterthur gegen den Promotion-League-Verein YF Juventus Zürich (1:1-Unentschieden) sowie gegen die drei höherklassigen Vereine FC Zürich (1:2 verloren), Grasshopper Zürich (3:4 verloren) und FC Luzern (0:3 verloren). Abschluss der eher durchzogenen Vorbereitung bildete ein Spiel gegen den FC St. Pauli, den der FCW bereits 2011 und 2012 vor grosser Zuschauerkulisse begrüssen durfte. An einem heissen Sommertag sahen dabei 4'300 Zuschauer eine 0:1-Niederlage der Winterthurer gegen den Hamburger «Kultverein».

### Hinrunde
In Bezug auf das Saisonziel des FCW titelte Der Landbote, dass FCW im Vergleich zur letzten Saison «einfach besser werden» soll, die Mannschaft sollte zu mehr Konstanz finden. Dieses Ziel erfüllte der FCW jedoch nicht, er startete eher schlecht in die neue Saison mit zwei Niederlagen und einem Unentschieden, bevor ihm die ersten beiden Siege gelangen. Ende August konnte der FCW nach sieben Runden erst acht Punkte verbuchen und lag damit nur zwei Punkte vor dem Tabellenletzten Aarau. In der Startphase der Meisterschaft wurde die Mannschaft noch durch die Neuzugänge Guillame Katz, langjähriger Verteidiger von Lausanne-Sport, und Mittelfeldspieler Musa Araz, dem Captain der U21-Nationalmannschaft, verstärkt. Letzterer wurde von Basel geliehen und spielte zuletzt beim FC Le Mont-sur-Lausanne.
Auch in den folgenden Runden konnte sich der FCW punktemässig nie weit vom Tabellenende distanzieren, es fehlte die gesuchte konstante Leistung. Als der FCW im dicht gedrängten Mittelfeld nach zwei Niederlagen in Folge in der 16. Runde auf den vorletzten Platz abrutschte, zog die Vereinsführung die Konsequenzen und entliess Trainer Jürgen Seeberger. Als Interimstrainer für die letzten zwei Spiele bis zur Winterpause wurden der Trainer der U21-Mannschaft, Dario Zuffi, und der U18-Trainer Umberto Romano bestimmt. Unter Führung des Interimsduo konnte der FCW noch die letzten zwei Spiele gewinnen und die Hinrunde mit 25 Punkten und einem ausgeglichenen Sieg- und Niederlageverhältnis bei vier Unentschieden auf dem dritten Platz beenden.
Damit verabschiedete sich der FCW mit 7 Punkten Abstand zum Tabellenende in die Winterpause. Mit 11 Punkten Rückstand auf den Tabellenführer Lausanne-Sports konnte der FCW den Abstand zur Tabellenspitze entgegen seinen eigenen Zielen im Vergleich zur letzten Saison nicht verkleinern. Die unbefriedigende Hinrunde widerspiegelte sich auch in der Spielerbewertung des Landboten, der dem keinem Spieler eine Schulnote von über 4–5 gab.

### Rückrunde
Noch vor dem Jahreswechsel gab der FC Winterthur die Verpflichtung des neuen Trainers Sven Christ bekannt. Die Rückrundenvorbereitung startete für den FCW traditionell Anfang Januar an der bisher letzten Hallenmasters-Ausgabe in der Eishalle Deutweg. Die vielleicht letzte Ausgabe des Turniers beendete der FCW auf dem 3. Platz und zeigte dabei gemäss Landboten eine «ordentliche Leistung». Aus finanziellen Gründen verzichtete der Verein erstmals seit einem Jahrzehnt auf ein Trainingslager in der Türkei und führte, nachdem für ein Trainingslager im Tessin kein Gegner zu finden war, lediglich einen Teamevent im österreichischen Montafon durch. Resultatmässig verlief die Vorbereitung ebenfalls besser, die ersten drei Testspiele gegen drittklassige Mannschaften konnten alle gewonnen werden, nur die Hauptprobe gegen die Super-League-Mannschaft aus ging verloren. An der Transferfront war lediglich zu vermelden, dass Ramon Cecchini bis Saisonende vom FC Vaduz ausgeliehen wurde.
Auch in der Rückrunde konnte der FCW nicht glänzen, eine konstante Leistung konnte er nicht präsentieren und spielte die ganze Rückrunde im Mittelfeld der Liga. Die Meisterschaft war spätestens auch nach der Disqualifikation des FC Biels mit nachfolgendem Konkurs kaum mehr spannend, da die beiden Spiele der Seeländer in der Rückrunde annulliert wurden und der Absteiger danach bereits feststand. Am Ende der Saison konnte der FC Winterthur 43 Punkte aus 34 Spiele verbuchen, davon 18 Punkte in der Rückrunde. Im letzten Spiel wurde Patrick Bengondo verabschiedet, der Stürmer war auf der Schützenwiese ein Publikumsliebling. Ebenfalls den Verein verlassen Ramon Cecchini, Claudio Holenstein, Marco Köfler, Musa Araz und Christian Fassnacht. Zur Saisonanalyse lässt sich sagen, dass der FCW auch in der Rückrunde gemäss einem Fanblog «auf ganzer Linie nicht den Erwartungen entsprach» und die gesuchte Konstanz missen hat lassen. Gemäss Landbote und auch Aussage des neuen Trainers war nun ein «Umbruch» nötig ist, um zurück zu einer Winnermentalität zu finden.

## Kader Saison 2015/16
Kader, basierend auf Angaben der Webseite der Swiss Football League (SFL), abgerufen am 23. Dezember 2016
| Nummer     | Spieler             | Geburtstag         | Nationalität | Im Team seit | Letzter Verein              |     |     |
| Tor        | Tor                 | Tor                | Tor          | Tor          | Tor                         | Tor | Tor |
| ---------- | ------------------- | ------------------ | ------------ | ------------ | --------------------------- | --- | --- |
| 1          | Matthias Minder     | 3. Februar 1993    | Schweiz      | 2012         | eigene Jugend               |     |     |
| 18         | Yannick Bünzli      | 31. Dezember 1994  | Schweiz      | 2014         | eigene Jugend               |     |     |
| 26         | David von Ballmoos  | 30. Dezember 1994  | Schweiz      | 2015         | BSC Young Boys U21          |     |     |
| Abwehr     |                     |                    |              |              |                             |     |     |
| 4          | Sead Hajrović       | 4. Juni 1993       | Schweiz      | 2014         | Grasshopper Club Zürich     |     |     |
| 5          | Guillaume Katz      | 14. Februar 1989   | Schweiz      | 2015         | FC Lausanne-Sport           |     |     |
| 6          | Michel Avanzini     | 28. März 1989      | Schweiz      | 2015         | Servette FC Genève          |     |     |
| 14         | Patrik Schuler      | 14. März 1990      | Schweiz      | 2009         | eigene Jugend               |     |     |
| 15         | Dennis Iapichino    | 27. Juli 1990      | Schweiz      | 2014         | D.C. United (USA)           |     |     |
| 17         | Marco Köfler        | 14. November 1990  | Österreich   | 2014         | SV Kapfenberg (AUT)         |     |     |
| 20         | Sandro Foschini     | 7. Februar 1988    | Schweiz      | 2015         | FC Aarau                    |     |     |
| 23         | Jan Elvedi          | 30. September 1996 | Schweiz      | 2014         | eigene Jugend               |     |     |
| 25         | Gianluca Calbucci   | 5. November 1996   | Schweiz      | 2015         | eigene Jugend               |     |     |
| 27         | Tobias Schättin     | 5. Juni 1997       | Schweiz      | 2014         | eigene Jugend               |     |     |
| 28         | Tiziano Lanza       | 3. Mai 1995        | Schweiz      | 2014         | eigene Jugend               |     |     |
| Mittelfeld |                     |                    |              |              |                             |     |     |
| 7          | Tunahan Çiçek       | 12. Mai 1992       | Türkei       | 2013         | FC St. Gallen U21           |     |     |
| 8          | Claudio Holenstein  | 10. September 1990 | Schweiz      | 2015         | FC Wohlen                   |     |     |
| 13         | Gianluca D’Angelo   | 13. März 1991      | Schweiz      | 2013         | AC Bellinzona               |     |     |
| 19         | Musa Araz           | 17. Januar 1994    | Schweiz      | 2015         | FC Le Mont-sur-Lausanne     |     |     |
| 21         | Marco Mangold       | 7. April 1987      | Schweiz      | 2015         | FC Thun                     |     |     |
| 22         | Stefano Milani      | 13. Januar 1991    | Schweiz      | 2014         | FC Wohlen                   |     |     |
| 29         | Ramon Cecchini      | 30. August 1990    | Schweiz      | 2016         | FC Vaduz                    |     |     |
| 30         | Marco Trachsler     | 2. August 1996     | Schweiz      | 2015         | Grasshopper Club Zürich U21 |     |     |
| Angriff    |                     |                    |              |              |                             |     |     |
| 9          | Patrick Bengondo    | 27. September 1981 | Schweiz      | 2011         | FC Winterthur               |     |     |
| 11         | João Paiva          | 8. Februar 1983    | Portugal     | 2013         | FC Wohlen                   |     |     |
| 16         | Christian Fassnacht | 11. November 1993  | Schweiz      | 2015         | FC Tuggen                   |     |     |
| 24         | Genc Krasniqi       | 12. Februar 1994   | Schweiz      | 2014         | Grasshopper Club Zürich U21 |     |     |
| 31         | Simon Mesonero      | 10. Juni 1995      | Schweiz      | 2013         | eigene Jugend               |     |     |

## Transfers
| Zugänge             | Zugänge                            | Zugänge       |
| Name                | abgebender Verein                  | Transferart   |
| ------------------- | ---------------------------------- | ------------- |
| Musa Araz           | FC Basel                           | Leihe         |
| Michel Avanzini     | Servette FC Genève                 | ablösefrei    |
| Yannick Bünzli      | FC Winterthur U21                  | eigene Jugend |
| Ramon Cecchini      | FC Vaduz                           | Leihe         |
| Sandro Foschini     | FC Aarau                           | ablösefrei    |
| Claudio Holenstein  | FC Wohlen (Mutterverein FC Luzern) | Leihe         |
| Guillaume Katz      | FC Lausanne-Sport                  | ablösefrei    |
| Tiziano Lanza       | FC Winterthur U21                  | eigene Jugend |
| Marco Mangold       | FC Thun                            | ablösefrei    |
| Marco Trachsel      | Grasshopper Club Zürich U21        | Leihe         |
| David von Ballmoos  | BSC Young Boys                     | Leihe         |
| Abgänge             |                                    |               |
| Name                | aufnehmender Verein                | Transferart   |
| Manuel Akanji       | FC Basel                           | Transfer      |
| Patrik Baumann      | SC YF Juventus Zürich              | ablösefrei    |
| Mario Budimir       | FC Rapperswil-Jona                 | ablösefrei    |
| Stefan Iten         | FC Uster                           | ablösefrei    |
| Antonino Marchesano | FC Biel                            | ablösefrei    |
| Paulo Menezes       | vereinslos                         | ablösefrei    |
| David Moser         | FC Thun                            | Leihende      |
| Kristian Nushi      | FC Tuggen                          | ablösefrei    |
| Amin Thigazoui      | vereinslos                         | ablösefrei    |

## Resultate

### Challenge League

#### Hinrunde
| 18. Juli 2015, 17:45 Uhr 1. Runde | FC Winterthur | 1:2            | FC Wil                 | Schützenwiese, Winterthur Zuschauer: 3'800 Schiedsrichter: San |
| 18. Juli 2015, 17:45 Uhr 1. Runde | Schuler 13′   | Spieltelegramm | 10′ Vasquez 35′ Audino | Schützenwiese, Winterthur Zuschauer: 3'800 Schiedsrichter: San |

| 26. August 2015, 18:45 Uhr 2. Runde | FC Biel                                                     | 5:1            | FC Winterthur | Tissot Arena, Biel Zuschauer: 2'183 Schiedsrichter: Tschudi |
| 26. August 2015, 18:45 Uhr 2. Runde | Corbaz 3′ Kololli 21′, 90′ Marchesano 68′ (Penalty) Pak 78′ | Spieltelegramm | 89′ Fassnacht | Tissot Arena, Biel Zuschauer: 2'183 Schiedsrichter: Tschudi |

| 3. August 2015, 19:45 Uhr 3. Runde | FC Winterthur  | 0:0 | FC Wohlen | Schützenwiese, Winterthur Zuschauer: 3'400 Schiedsrichter: Tschudi |
| 3. August 2015, 19:45 Uhr 3. Runde | Spieltelegramm |     |           | Schützenwiese, Winterthur Zuschauer: 3'400 Schiedsrichter: Tschudi |

| 10. August 2015, 19:45 Uhr 4. Runde | FC Schaffhausen | 1:2            | FC Winterthur          | Breite, Schaffhausen Zuschauer: 2'65, 4 Schiedsrichter: Schnyder |
| 10. August 2015, 19:45 Uhr 4. Runde | Tadic 69′       | Spieltelegramm | 25′ Bengondo 45′ Paiva | Breite, Schaffhausen Zuschauer: 2'65, 4 Schiedsrichter: Schnyder |

| 13. August 2015, 19:45 Uhr 5. Runde | FC Aarau    | 1:2            | FC Winterthur            | Brügglifeld, Suhr Zuschauer: 3'419 Schiedsrichter: Fähndrich |
| 13. August 2015, 19:45 Uhr 5. Runde | Lüscher 76′ | Spieltelegramm | 11′ Mangold 43′ Bengondo | Brügglifeld, Suhr Zuschauer: 3'419 Schiedsrichter: Fähndrich |

| 22. August 2015, 17:45 Uhr 6. Runde | FC Winterthur | 0:1            | FC Lausanne-Sport | Schützenwiese, Winterthur Zuschauer: 3'000 Schiedsrichter: Jancevski |
| 22. August 2015, 17:45 Uhr 6. Runde |               | Spieltelegramm | 94′ Roux          | Schützenwiese, Winterthur Zuschauer: 3'000 Schiedsrichter: Jancevski |

| 30. August 2015, 15:00 Uhr 7. Runde | FC Winterthur       | 2:2            | FC Le Mont-sur-Lausanne | Schützenwiese, Winterthur Zuschauer: 2'000 Schiedsrichter: Jaccottet |
| 30. August 2015, 15:00 Uhr 7. Runde | Cicek 73′ Paiva 74′ | Spieltelegramm | 8′ Pimenta 90′ Tall     | Schützenwiese, Winterthur Zuschauer: 2'000 Schiedsrichter: Jaccottet |

| 12. September 2015, 19:00 Uhr 8. Runde | Neuchâtel Xamax | 1:0            | FC Winterthur | La Maladière, Neuenburg Zuschauer: 2'690 Schiedsrichter: Klossner |
| 12. September 2015, 19:00 Uhr 8. Runde | Di Nardo 11′    | Spieltelegramm |               | La Maladière, Neuenburg Zuschauer: 2'690 Schiedsrichter: Klossner |

| 23. September 2015, 19:45 Uhr 9. Runde | FC Winterthur                        | 3:1              | FC Chiasso               | Schützenwiese, Winterthur Zuschauer: 1'600 Schiedsrichter: Superczynski |
| 23. September 2015, 19:45 Uhr 9. Runde | Fassnacht 12′ Cicek 54′ Bengondo 74′ | 7 Spieltelegramm | 44′ (Penalty) Cortelezzi | Schützenwiese, Winterthur Zuschauer: 1'600 Schiedsrichter: Superczynski |

| 28. September 2015, 19:45 Uhr 10. Runde | FC Wil         | 0:0 | FC Winterthur | IGP Arena, Wil Zuschauer: 1'870 Schiedsrichter: Jaccottet |
| 28. September 2015, 19:45 Uhr 10. Runde | Spieltelegramm |     |               | IGP Arena, Wil Zuschauer: 1'870 Schiedsrichter: Jaccottet |

| 3. Oktober 2015, 17:45 Uhr 11. Runde | FC Lausanne-Sport | 0:2            | FC Winterthur          | Pontaise, Lausanne Zuschauer: 2'980 Schiedsrichter: Schnyder |
| 3. Oktober 2015, 17:45 Uhr 11. Runde |                   | Spieltelegramm | 61′ Cicek 74′ Trachsel | Pontaise, Lausanne Zuschauer: 2'980 Schiedsrichter: Schnyder |

| 18. Oktober 2015, 15:00 Uhr 12. Runde | FC Winterthur | 1:1            | FC Aarau      | Schützenwiese, Winterthur Zuschauer: 2'800 Schiedsrichter: Superczynski |
| 18. Oktober 2015, 15:00 Uhr 12. Runde | D’Angelo 1′   | Spieltelegramm | 61′ Carlinhos | Schützenwiese, Winterthur Zuschauer: 2'800 Schiedsrichter: Superczynski |

| 25. Oktober 2015, 15:00 Uhr 13. Runde | FC Le Mont-sur-Lausanne | 1:0            | FC Winterthur | Stade Sous-Ville, Baulmes Zuschauer: 350 Schiedsrichter: Musa |
| 25. Oktober 2015, 15:00 Uhr 13. Runde | Fejzulahi 55′ (Penalty) | Spieltelegramm |               | Stade Sous-Ville, Baulmes Zuschauer: 350 Schiedsrichter: Musa |

| 1. November 2015, 15:00 Uhr 14. Runde | FC Winterthur             | 2:0            | Neuchâtel Xamax | Schützenwiese, Winterthur Zuschauer: 2'650 Schiedsrichter: Schärer |
| 1. November 2015, 15:00 Uhr 14. Runde | Holenstein 57′ Köfler 88′ | Spieltelegramm |                 | Schützenwiese, Winterthur Zuschauer: 2'650 Schiedsrichter: Schärer |

| 8. November 2015, 15:00 Uhr 15. Runde | FC Winterthur | 0:2            | FC Schaffhausen   | Schützenwiese, Winterthur Zuschauer: 3'500 Schiedsrichter: Pache |
| 8. November 2015, 15:00 Uhr 15. Runde |               | Spieltelegramm | 46′ Tadic 90′ Gül | Schützenwiese, Winterthur Zuschauer: 3'500 Schiedsrichter: Pache |

| 23. November 2015, 19:45 Uhr 16. Runde | FC Wohlen                           | 3:2            | FC Winterthur           | Niedermatten, Wohlen Zuschauer: 752 Schiedsrichter: Musa |
| 23. November 2015, 19:45 Uhr 16. Runde | Abegglen 6′ Geissmann 21′ Bürgy 67′ | Spieltelegramm | 45′ Paiva 62′ Fassnacht | Niedermatten, Wohlen Zuschauer: 752 Schiedsrichter: Musa |

| 28. November 2015, 17:45 Uhr 17. Runde | FC Chiasso              | 1:3            | FC Winterthur                             | Riva IV, Chiasso Zuschauer: 400 Schiedsrichter: Pache |
| 28. November 2015, 17:45 Uhr 17. Runde | Regazzoni 31′ (Penalty) | Spieltelegramm | 64′ Holenstein 87′ Bengondo 93′ Fassnacht | Riva IV, Chiasso Zuschauer: 400 Schiedsrichter: Pache |

| 5. Dezember 2015, 17:45 Uhr 18. Runde | FC Winterthur  | 1:0            | FC Biel | Schützenwiese, Winterthur Zuschauer: 1'900 Schiedsrichter: Ovcharov |
| 5. Dezember 2015, 17:45 Uhr 18. Runde | Holenstein 73′ | Spieltelegramm |         | Schützenwiese, Winterthur Zuschauer: 1'900 Schiedsrichter: Ovcharov |

#### Rückrunde
| 7. Februar 2016, 17:45 Uhr 19. Runde | FC Winterthur | 1:4            | FC Wohlen                       | Schützenwiese, Winterthur Zuschauer: 1'800 Schiedsrichter: Jancevski |
| 7. Februar 2016, 17:45 Uhr 19. Runde | Paiva 67′     | Spieltelegramm | 3′ Ramizi 35′ Ianu 88, 90′ Graf | Schützenwiese, Winterthur Zuschauer: 1'800 Schiedsrichter: Jancevski |

| 15. Februar 2016, 19:45 Uhr 20. Runde | FC Biel | 0:1            | FC Winterthur | Tissot Arena, Biel Zuschauer: 723 Schiedsrichter: Musa |
| 15. Februar 2016, 19:45 Uhr 20. Runde |         | Spieltelegramm | 8′ Fassnacht  | Tissot Arena, Biel Zuschauer: 723 Schiedsrichter: Musa |

| 20. Februar 2016, 17:45 Uhr 21. Runde | FC Winterthur | 1:0            | FC Schaffhausen | Schützenwiese, Winterthur Zuschauer: 1'600 Schiedsrichter: Tschudi |
| 20. Februar 2016, 17:45 Uhr 21. Runde | D’Angelo 59′  | Spieltelegramm |                 | Schützenwiese, Winterthur Zuschauer: 1'600 Schiedsrichter: Tschudi |

| 28. Februar 2016, 15:00 Uhr 22. Runde | Neuchâtel Xamax | 2:0            | FC Winterthur | La Maladière, Neuenburg Zuschauer: 2'550 Schiedsrichter: Schärli |
| 28. Februar 2016, 15:00 Uhr 22. Runde | Senger 40, 86′  | Spieltelegramm |               | La Maladière, Neuenburg Zuschauer: 2'550 Schiedsrichter: Schärli |

| 6. März 2016, 18:30 Uhr 23. Runde | FC Le Mont-sur-Lausanne | 2:0            | FC Winterthur | Sous-Ville, Baulmes Zuschauer: 150 Schiedsrichter: Musa |
| 6. März 2016, 18:30 Uhr 23. Runde | Pimenta 5, 79′          | Spieltelegramm |               | Sous-Ville, Baulmes Zuschauer: 150 Schiedsrichter: Musa |

| 14. März 2016, 19:45 Uhr 24. Runde | FC Winterthur                       | 2:2            | FC Lausanne-Sport    | Schützenwiese, Winterthur Zuschauer: 2'900 Schiedsrichter: Bieri |
| 14. März 2016, 19:45 Uhr 24. Runde | D’Angelo 29′ Foschini 72′ (Penalty) | Spieltelegramm | 79′ Lavanchy 86′ Pak | Schützenwiese, Winterthur Zuschauer: 2'900 Schiedsrichter: Bieri |

| 19. März 2016, 17:45 Uhr 25. Runde | FC Chiasso     | 1:2            | FC Winterthur          | Riva IV, Chiasso Zuschauer: 750 Schiedsrichter: Erlachner |
| 19. März 2016, 17:45 Uhr 25. Runde | Mihajlovic 73′ | Spieltelegramm | 41′ Paiva 75′ Bengondo | Riva IV, Chiasso Zuschauer: 750 Schiedsrichter: Erlachner |

| 2. April 2016, 17:45 Uhr 26. Runde | FC Winterthur | 1:2            | FC Wil             | Schützenwiese, Winterthur Zuschauer: 3'900 Schiedsrichter: Dudic |
| 2. April 2016, 17:45 Uhr 26. Runde | Fassnacht 33′ | Spieltelegramm | 71′ Roux 89′ Ylmaz | Schützenwiese, Winterthur Zuschauer: 3'900 Schiedsrichter: Dudic |

| 10. April 2016, 15:00 Uhr 27. Runde | FC Aarau                              | 3:0            | FC Winterthur | Brügglifeld, Suhr Zuschauer: 4'354 Schiedsrichter: Fähndrich |
| 10. April 2016, 15:00 Uhr 27. Runde | Rossini 53′ Perrier 72′ Carlinhos 86′ | Spieltelegramm |               | Brügglifeld, Suhr Zuschauer: 4'354 Schiedsrichter: Fähndrich |

| 18. April 2016, 19:45 Uhr 28. Runde | FC Schaffhausen  | 2:2            | FC Winterthur     | Breite, Schaffhausen Zuschauer: 1'397 Schiedsrichter: Tschudi |
| 18. April 2016, 19:45 Uhr 28. Runde | Gül 5′ Mujic 22′ | Spieltelegramm | 40′, 93′ Bengondo | Breite, Schaffhausen Zuschauer: 1'397 Schiedsrichter: Tschudi |

| 21. April 2016, 19:45 Uhr 29. Runde | FC Winterthur          | 2:1            | FC Le Mont-sur-Lausanne | Schützenwiese, Winterthur Zuschauer: 2'000 Schiedsrichter: Ovcharov |
| 21. April 2016, 19:45 Uhr 29. Runde | Cicek 56′ D’Angelo 69′ | Spieltelegramm | 32′ Pimenta             | Schützenwiese, Winterthur Zuschauer: 2'000 Schiedsrichter: Ovcharov |

| 24. April 2016, 15:00 Uhr 30. Runde | FC Wohlen | 0:2            | FC Winterthur        | Niedermatten, Wohlen Zuschauer: 720 Schiedsrichter: Schärli |
| 24. April 2016, 15:00 Uhr 30. Runde |           | Spieltelegramm | 26′ Milani 54′ Cicek | Niedermatten, Wohlen Zuschauer: 720 Schiedsrichter: Schärli |

| 30. April 2016, 17:45 Uhr 31. Runde | FC Winterthur | 0:2            | FC Aarau                 | Schützenwiese, Winterthur Zuschauer: 3'000 Schiedsrichter: Hänni |
| 30. April 2016, 17:45 Uhr 31. Runde |               | Spieltelegramm | 60′ Josipovic 86′ Lieder | Schützenwiese, Winterthur Zuschauer: 3'000 Schiedsrichter: Hänni |

| 7. Mai 2016, 17:45 Uhr 32. Runde | FC Wil            | 2:1            | FC Winterthur | IGP Arena, Wil Zuschauer: 1'25, 0 Schiedsrichter: Tschudi |
| 7. Mai 2016, 17:45 Uhr 32. Runde | Roux 4′ Norbe 87′ | Spieltelegramm |               | IGP Arena, Wil Zuschauer: 1'25, 0 Schiedsrichter: Tschudi |

| 24. Mai 2016, 19:45 Uhr 33. Runde | FC Winterthur | 0:3            | Neuchâtel Xamax                      | Schützenwiese, Winterthur Zuschauer: 1'800 Schiedsrichter: Roth |
| 24. Mai 2016, 19:45 Uhr 33. Runde |               | Spieltelegramm | 42′ Doudin 58′ (Penalty), 67′ Veloso | Schützenwiese, Winterthur Zuschauer: 1'800 Schiedsrichter: Roth |

| 16. Mai 2016, 18:00 Uhr 34. Runde | FC Winterthur  | nicht ausgetragen | FC Biel | Schützenwiese, Winterthur |
| 16. Mai 2016, 18:00 Uhr 34. Runde | Spieltelegramm |                   |         | Schützenwiese, Winterthur |

| 21. Mai 2016, 19:00 Uhr 35. Runde | FC Lausanne-Sport | 1:4            | FC Winterthur                              | Pontaise, Lausanne Zuschauer: 5'650 Schiedsrichter: Jancevski |
| 21. Mai 2016, 19:00 Uhr 35. Runde | Mendez 88′        | Spieltelegramm | 14′ Cicek 50′, 64′ Fassnacht 57′ Trachsler | Pontaise, Lausanne Zuschauer: 5'650 Schiedsrichter: Jancevski |

| 27. Mai 2016, 19:45 Uhr 36. Runde | FC Winterthur  | 0:0 | FC Chiasso | Schützenwiese, Winterthur Zuschauer: 3'000 Schiedsrichter: Horisberger |
| 27. Mai 2016, 19:45 Uhr 36. Runde | Spieltelegramm |     |            | Schützenwiese, Winterthur Zuschauer: 3'000 Schiedsrichter: Horisberger |

### Schweizer Cup

#### 1. Runde
| 16. Juli 2015, 16:00 Uhr 1. Runde | SR Delémont | 0:1            | FC Winterthur | La Blancherie, Delémont Zuschauer: 1'015 Schiedsrichter: Dudic |
| 16. Juli 2015, 16:00 Uhr 1. Runde |             | Spieltelegramm | 67′ Paiva     | La Blancherie, Delémont Zuschauer: 1'015 Schiedsrichter: Dudic |

#### 2. Runde
| 19. September 2015, 17:45 Uhr 2. Runde | FC Winterthur                                            | 1:1 (5:4 n. P.) | FC Biel                                                   | Schützenwiese, Winterthur Zuschauer: 2'550 Schiedsrichter: Gut |
| 19. September 2015, 17:45 Uhr 2. Runde | Bengondo 118′ Katz Schuler Cicek Foschini Paiva Bengondo | Spieltelegramm  | 120+2′ Kololli Ferati Corbaz Kololli Brunner Kamber Hayoz | Schützenwiese, Winterthur Zuschauer: 2'550 Schiedsrichter: Gut |

#### Achtelfinale
| 29. Oktober 2015, 19:30 Uhr Achtelfinale | FC Winterthur | 0:2            | FC Lugano           | Schützenwiese, Winterthur Zuschauer: 3'500 Schiedsrichter: Hänni |
| 29. Oktober 2015, 19:30 Uhr Achtelfinale |               | Spieltelegramm | 35′ Rey 68′ Tosetti | Schützenwiese, Winterthur Zuschauer: 3'500 Schiedsrichter: Hänni |

## Statistik

### Teamstatistik
| Wettbewerb       | Punkte | daheim | daheim | daheim | daheim | daheim | auswärts | auswärts | auswärts | auswärts | auswärts | Total | Total | Total | Total | Total | Tordifferenz |
| Wettbewerb       | Punkte | Sp     | G      | U      | N      | TV     | Sp       | G        | U        | N        | TV       | Sp    | G     | U     | N     | TV    | Tordifferenz |
| ---------------- | ------ | ------ | ------ | ------ | ------ | ------ | -------- | -------- | -------- | -------- | -------- | ----- | ----- | ----- | ----- | ----- | ------------ |
| Challenge League | 43     | 17     | 5      | 5      | 7      | 17:23  | 17       | 7        | 2        | 8        | 23:26    | 34    | 12    | 7     | 15    | 40:49 | −9           |
| Schweizer Cup    | –      | 2      | 0      | 1      | 1      | 1:3    | 1        | 1        | 0        | 0        | 1:0      | 3     | 1     | 1     | 1     | 2:3   | −1           |
| Total            | 43     | 19     | 5      | 6      | 8      | 18:26  | 18       | 8        | 2        | 8        | 24:26    | 37    | 13    | 8     | 16    | 42:52 | −10          |

### Saisonverlauf
| Spieltag | 1  | 2  | 3  | 4 | 5 | 6 | 7 | 8 | 9 | 10 | 11 | 12 | 13 | 14 | 15 | 16 | 17 | 18 | 19 | 20 | 21 | 22 | 23 | 24 | 25 | 26 | 27 | 28 | 29 | 30 | 31 | 32 | 33 | 34 | 35 | 36 |
| -------- | -- | -- | -- | - | - | - | - | - | - | -- | -- | -- | -- | -- | -- | -- | -- | -- | -- | -- | -- | -- | -- | -- | -- | -- | -- | -- | -- | -- | -- | -- | -- | -- | -- | -- |
| Spielort | H  | A  | H  | A | A | H | H | A | H | A  | A  | H  | A  | H  | H  | A  | A  | H  | H  | A  | H  | A  | A  | H  | A  | H  | A  | A  | H  | A  | A  | A  | H  | H  | A  | H  |
| Resultat | N  | N  | U  | S | S | N | U | N | S | U  | S  | U  | N  | S  | N  | N  | S  | S  | N  | A  | S  | N  | N  | U  | S  | N  | N  | U  | S  | S  | N  | N  | N  | A  | S  | U  |
| Platz    | 10 | 10 | 10 | 7 | 5 | 6 | 6 | 9 | 8 | 7  | 5  | 5  | 7  | 5  | 8  | 9  | 5  | 3  | 5  | 5  | 4  | 4  | 5  | 5  | 5  | 5  | 5  | 5  | 5  | 5  | 5  | 5  | 6  | 6  | 6  | 6  |

Quelle: Saison-Archiv Challenge League – Detailrangliste. Swiss Football League, abgerufen am 9. Februar 2017.
Legende: Spielort: H = Heim; A = Auswärts. Resultat: S = Sieg; U = Unentschieden; N = Niederlage; A = annulliertes Spiel

### Spielerstatistik
| Spieler             | Challenge League | Challenge League | Challenge League | Challenge League | Schweizer Cup | Schweizer Cup | Schweizer Cup | Schweizer Cup | Total    | Total | Total       | Total      |
| Spieler             | Einsätze         | Tore             | Gelbe Karte      | Rote Karte       | Einsätze      | Tore          | Gelbe Karte   | Rote Karte    | Einsätze | Tore  | Gelbe Karte | Rote Karte |
| ------------------- | ---------------- | ---------------- | ---------------- | ---------------- | ------------- | ------------- | ------------- | ------------- | -------- | ----- | ----------- | ---------- |
| Musa Araz           | 20               | 0                | 5                | 1                | 2             | 0             | 1             | 0             | 22       | 0     | 6           | 1          |
| Michel Avanzini     | 10               | 0                | 4                | 0                | 0             | 0             | 0             | 0             | 10       | 0     | 4           | 0          |
| Patrick Bengondo    | 31               | 7                | 2                | 0                | 3             | 1             | 0             | 0             | 34       | 8     | 2           | 0          |
| Yannick Bünzli      | 0                | 0                | 0                | 0                | 0             | 0             | 0             | 0             | 0        | 0     | 0           | 0          |
| Gianluca Calbucci   | 4                | 0                | 1                | 0                | 0             | 0             | 0             | 0             | 4        | 0     | 1           | 0          |
| Tunahan Cicek       | 10               | 0                | 4                | 0                | 3             | 0             | 0             | 0             | 13       | 0     | 4           | 0          |
| Gianluca D’Angelo   | 28               | 4                | 1                | 0                | 0             | 0             | 0             | 0             | 28       | 4     | 1           | 0          |
| Jan Elvedi          | 14               | 0                | 3                | 0                | 1             | 0             | 0             | 0             | 15       | 0     | 3           | 0          |
| Christian Fassnacht | 34               | 9                | 6                | 0                | 3             | 0             | 0             | 0             | 37       | 9     | 6           | 0          |
| Arber Fejzulai      | 0                | 0                | 0                | 0                | 0             | 0             | 0             | 0             | 0        | 0     | 0           | 0          |
| Sandro Foschini     | 34               | 1                | 1                | 1                | 2             | 0             | 0             | 0             | 36       | 1     | 1           | 1          |
| Sead Hajrovic       | 34               | 0                | 6                | 0                | 3             | 0             | 0             | 0             | 37       | 0     | 6           | 0          |
| Claudio Holenstein  | 16               | 3                | 2                | 0                | 3             | 0             | 0             | 0             | 19       | 3     | 2           | 0          |
| Dennis Iapichino    | 19               | 0                | 0                | 0                | 2             | 0             | 0             | 0             | 21       | 0     | 0           | 0          |
| João Paiva          | 28               | 5                | 1                | 0                | 3             | 1             | 1             | 0             | 31       | 6     | 2           | 0          |
| Guillaume Katz      | 22               | 0                | 8                | 0                | 2             | 0             | 1             | 0             | 24       | 0     | 9           | 0          |
| Genc Krasniqi       | 14               | 0                | 2                | 0                | 1             | 0             | 0             | 0             | 15       | 0     | 2           | 0          |
| Marco Köfler        | 16               | 1                | 1                | 0                | 2             | 0             | 0             | 0             | 18       | 1     | 1           | 0          |
| Tiziano Lanza       | 2                | 0                | 0                | 0                | 1             | 0             | 0             | 0             | 3        | 0     | 0           | 0          |
| Marco Mangold       | 24               | 1                | 9                | 0                | 2             | 0             | 2             | 0             | 26       | 1     | 11          | 0          |
| Simon Mesenero      | 0                | 0                | 0                | 0                | 0             | 0             | 0             | 0             | 0        | 0     | 0           | 0          |
| Stefano Milani      | 8                | 1                | 2                | 0                | 0             | 0             | 0             | 0             | 8        | 1     | 2           | 0          |
| Matthias Minder     | 5                | 0                | 0                | 1                | 3             | 0             | 0             | 0             | 8        | 0     | 0           | 1          |
| Tobias Schättin     | 4                | 0                | 1                | 0                | 0             | 0             | 0             | 0             | 4        | 0     | 1           | 0          |
| Patrik Schuler      | 34               | 1                | 7                | 0                | 2             | 0             | 0             | 0             | 36       | 1     | 7           | 0          |
| Marco Trachsel      | 15               | 2                | 2                | 0                | 3             | 0             | 0             | 0             | 18       | 2     | 2           | 0          |
| David von Ballmoos  | 31               | 0                | 3                | 0                | 0             | 0             | 0             | 0             | 31       | 0     | 3           | 0          |